# Yohan Sacré
Pour les articles homonymes, voir Sacré (homonymie).
Yohan Sacré, né le 7 juin 1989 à Charleroi (province de Hainaut), est un auteur de bande dessinée et illustrateur belge.

## Biographie
Yohan Sacré naît le 7 juin 1989 à Charleroi,.
Autodidacte, il commence à 16 ans dans le monde de la bande dessinée, participant à divers concours. On peut d’ailleurs apercevoir ses illustrations dans les artbooks du collectif Café-Salé.
Vers 2007, Yohan Sacré fait ses débuts d'illustrateur, aux éditions Ankama.
En 2010, il réalise seul son premier roman graphique Mon cauchemar et moi — manifestation de sa fascination de longue date pour les monstres qui peuplent notre enfance — dans la collection « Styx » aux éditions Manolosanctis. Il est victime de la faillite de cet éditeur en 2012.
De 2011 à 2013, il illustre les cinq ouvrages de la série Biscotto de l'écrivain Vincent Cuvellier dans la collection « Premiers romans » aux éditions Nathan. Comme illustrateur, il réalise également les illustrations de Histoires comme ça de Rudyard Kipling aux éditions toulousaines SEDRAP jeunesse en 2016, ainsi que de Nanofictions de l'écrivain Patrick Baud aux éditions Flammarion en 2018.
Il fait une première apparition dans le journal Spirou en 2014 avec un strip puis une planche.
Ensuite il participe à des collectifs artistiques tel le deuxième tome de la série Axolot aux éditions Delcourt en 2015 ainsi qu'à des projets d'autoédition. 
Il revient à la bande dessinée en 2018, aux côtés du scénariste français Jonathan Garnier, il crée Timo l'aventurier,, aux éditions Le Lombard. Pour Télérama : « Épopée fantasy et conte initiatique aux atours classiques, prévu en deux volumes, Timo l’aventurier séduit par son ton enlevé et ses dialogues croustillants, aux réparties bien senties et à l’argot léger. On rit, on s’inquiète, on s’émerveille en suivant ce petit bonhomme têtu mais courageux auquel il est aisé de s’identifier. [...] Le dessin tout en rondeurs et teintes pastel joue aussi ce contraste, entre douceur et bizarreries ». L'année suivante, il réalise le deuxième tome de cette série intitulé : Tome 2,.
En 2021, il inaugure la collection « Punch ! » aux éditions Kinaye avec un one shot intitulé Minimage qu'il réalise seul faisant partie d'une anthologie de la saison 1 publiée l'année suivante. Il réalise encore un court récit Ona en 4 planches aux côtés du scénariste Salva dans Spirou en 2021. 
Il lance la série jeunesse Les Chroniques d'Ona aux côtés du même scénariste, publiée aux éditions Dargaud en 2024. Pour Télérama : « La jeune Ona parcourt seule une terre moribonde [...] Heureusement, grâce à ses pierres précieuses, elle peut utiliser la magie pour se sortir de quelques mauvais pas. [...] Ce conte est tour à tour âpre et lumineux. Les séquences d’une grande douceur alternent ainsi avec celles plus dures, au gré des rencontres – bienveillantes ou funestes – de l’héroïne, très beau personnage, fragile et complexe. Le dessin épuré et faussement frêle vibre sous une mise en couleurs subtile et délicate, qui permet au lecteur de prendre son temps dans des pages minimalistes mais toujours élégamment composées ».
L'artiste expose ses œuvres lors d'expositions telles Hope for Japan qui vient en aide aux sinistrés et dont la marraine est Amélie Nothomb en 2011.
Son univers graphique puise sa source dans les contes pour enfants et la puissance de leurs symboles. Il s’approprie les travaux de grands auteurs du genre tout en gardant son propre style à la fois enfantin et glaçant, emprunt de poésie et d’onirisme. Il s’inspire plus généralement des œuvres de cinéastes tels que Michel Gondry, Wes Anderson ou Tim Burton, dans lesquelles il mêle le réel et l'imaginaire.

### Vie privée
Il réside à Bruxelles avec sa compagne, Anaïs, et ses chats.

## Œuvres

### Albums de bande dessinée

#### Mon cauchemar et moi
- Mon cauchemar et moi[4],[19], Manolosanctis, coll. « Styx », Paris, 1er trimestre 2010
Scénario, dessin et couleurs : Yohan Sacré -  (ISBN 978-2-35976-004-0)

#### Timo l'aventurier
- 1. Tome 1[7],[8],[9], Le Lombard, Bruxelles, 31 août 2018
Scénario : Jonathan Garnier - Dessin et couleurs : Yohan Sacré -  (ISBN 9782803671021)
- 2. Tome 2[11],[12],[20], Le Lombard, Bruxelles, 18 octobre 2019
Scénario : Jonathan Garnier - Dessin et couleurs : Yohan Sacré -  (ISBN 9782803671021)

collection « Punch ! »
- 1. Minimage[13], Kinaye, coll. « Punch ! », 5 février 2021
Scénario, dessin et couleurs : Yohan Sacré -  (ISBN 978-2-357-99079-1),Contient 7 pages de bonus en fin d'album.
- Int. Intégrale saison 1 - Dans la nature[14], Kinaye, coll. « Punch ! », 18 mars 2022
Scénario, dessin et couleurs : collectif dont Yohan Sacré -  (ISBN 978-2-357-99110-1)

#### Les Chroniques d'Ona
- 1. Tome 1[21],[22],[23], Dargaud, Paris, 19 avril 2024
Scénario : Salva - Dessin et couleurs : Yohan Sacré -  (ISBN 978-2-205-20641-8)

### Collectifs
Axolot
- 2. Histoires extraordinaires et sources d'étonnement[24], Delcourt, Paris, 4 novembre 2015
Scénario et dessin : collectif dont Yohan Sacré - Couleurs : collectif -  (ISBN 978-2-7560-7193-0)

### Illustration de livres jeunesse
Biscotto
- C'est pas du gâteau !, textes Vincent Cuvellier, Nathan, coll. « Premiers romans », 2011  (ISBN 978-2-09-252941-6)
- File-moi ton goûter !, textes Vincent Cuvellier, Nathan, coll. « Premiers romans », 2011  (ISBN 978-2-09-252972-0)
- Choucroute à bord !, textes Vincent Cuvellier, Nathan, coll. « Premiers romans », 2012  (ISBN 978-2-09-253835-7)
- Viva paella !, textes Vincent Cuvellier, Nathan, coll. « Premiers romans », 2012  (ISBN 978-2-09-253836-4)
- Le Gros Petit Poucet, textes Vincent Cuvellier, Nathan coll. « Premiers romans », 2013  (ISBN 978-2-09-254562-1)
- Histoires comme ça, textes Rudyard Kipling, Toulouse, SEDRAP jeunesse, 2016,  (ISBN 978-2-7581-4412-0)
- Nanofictions, textes Patrick Baud, Paris, Flammarion, 2018  (ISBN 978-2-08-13-9003-4)

### Illustration
- L'Atlas des mondes fantastiques, directeur de publication PAM Hansel avec Núria Tamarit, Gauvain Manhattan, Antoine Causaert, Amélie Fléchais, Victorin Ripert, Geoffroy Monde, Mortis Ghost, Exaheva, Valentin Seiche, Tarmasz, Nicolas Gendron, Yohan Sacré, Élodie Shanta, PAM Hansel, Chariospirale, Thibaut Rassat, Juliette Brocal, Anaïs Mamaar et Guillaume Penchinat, illustrations de Núria Tamarit, Mortis Ghost et Foliveli, 220 p., 2021,  (ISBN 9782957455508).

### En revues et journaux
- Guyane française. L'unique forêt tropicale d'Europe par Stéphanie Grosjean, ill. Yohan Sacré,  dans 24h01 no 3, automne-hiver 2014-2015, p. 192-197[25].

### Expositions

#### Expositions collectives
- Hope for Japan[17], Maison de la laïcité, Charleroi du 22 au 30 octobre 2011.

## Prix et distinctions
- 2019 :  prix Ligue de l'enseignement 41 pour le jeune public qui récompense une œuvre de bande dessinée de qualité pour l’enfance pour Timo l'aventurier t. 1 partagé avec Jonathan Garnier[26],[20].

#### Livres
- Philippe Mellot, Michel Denni, Laurent Turpin et Isabelle Morzadec, Trésors de la bande dessinée : BDM 2023-2024 - Catalogue encyclopédique et Argus, Paris, Les Arènes, novembre 2022, 23e éd., 1677 p., ill. ; 23 cm (ISBN 9791037507280, OCLC 1351462460, présentation en ligne), p. 852, 1031, 1258. .

#### Périodiques
- Hugues Dayez, « Spirou et moi : Yohan Sacré », Spirou, Dupuis, no 4285,‎ 27 mai 2020, p. 35 (ISSN 0771-8071).

### Émissions de radio
- L'invité.e : Salvatore di Bennardo et Yohan Sacré pour Ona sur La Première, présentation : Charlotte Dekoker (13 min 5 s), 27 avril 2024. Voir en ligne via Auvio .
- Les chroniques d'Ona - Salva et Sacré (ed Dargaud), émission Entre les cases présentée par Delphine Freyssinet sur Radio chrétienne francophone, (26 min 49 s), 22 mai 2024.

### Podcast
- La marche de Yohan Sacré et de Jonathan Garnier sur AlterNantes FM, (50 min 2 s), 3 mai 2019.